# Rana pseudodalmatina
Espèce
Synonymes
- Rana macrocnemis pseudodalmatina Eiselt & Schmidtler, 1971

Statut de conservation UICN

 LC  : Préoccupation mineure
Rana pseudodalmatina est une espèce d'amphibiens de la famille des Ranidae.

## Répartition
Cette espèce est endémique du Nord de l'Iran. Elle se rencontre au Sud de la mer Caspienne dans les provinces de Mazandaran, de Golestan et de Gilan,.

## Publication originale
- Eiselt & Schmidtler, 1971 : Vorlaufige Mitteilung uber zwei neue Subspezies von Amphibia Salientia aus dem Iran. Annalen des Naturhistorischen Museums in Wien, vol. 75, p. 383-385 (texte intégral).